# ريس أوتس
ريس أوتس (بالإنجليزية: Rhys Oates)‏ (4 ديسمبر 1994 في المملكة المتحدة - ) هو لاعب كرة قدم بريطاني في مركز الهجوم. لعب مع ستوكبورت كونتي وغريمسبي تاون ونادي بارنسلي ونادي هارتلبول يونايتد ونادي غاينسبورو ترينيتي وChester F.C. ‏.

## وصلات خارجية
- ريس أوتس على موقع قاعدة بيانات كرة القدم.إي يو (الإنجليزية)
- ريس أوتس على موقع Soccerbase.com (لاعب) (الإنجليزية)
- ريس أوتس على موقع Soccerway.com (الإنجليزية)